# Ryszard Wojtkowski
Ryszard Wojtkowski (ur. 29 kwietnia 1956 w Gliwicach) – polski działacz gospodarczy i urzędnik państwowy. Współzałożyciel i zarządzający funduszu private equity Resource Partners. W latach 1985–1991 pełnił funkcję dyrektora gabinetu czterech kolejnych polskich premierów.

## Wykształcenie
Absolwent Akademii Ekonomicznej w Katowicach oraz programu menedżerskiego w Harvard Business School.

## Służba publiczna
Po ukończeniu studiów w 1978 roku został sekretarzem naukowym rektora macierzystej uczelni, prof. Zbigniewa Messnera. Z chwilą powołania Zbigniewa Messnera do Biura Politycznego KC PZPR został szefem jego zespołu konsultacyjnego, a następnie dyrektorem jego gabinetu jako prezesa Rady Ministrów. W tej roli do końca roku 1991 współpracował z trzema kolejnymi premierami: Mieczysławem Rakowskim, Tadeuszem Mazowieckim i Janem Krzysztofem Bieleckim.
Stworzył model funkcjonowania gabinetu w ówczesnej strukturze Urzędu Rady Ministrów. Organizował i nadzorował pracę departamentów obsługujących prezesa Rady Ministrów. Uczestniczył w przygotowywaniu analiz i rekomendacji, w trakcie transformacji ustrojowej współtworzył decyzje dotyczące polityki gospodarczej. W okresie pracy z Tadeuszem Mazowieckim przygotowywał i uczestniczył w większości oficjalnych spotkań prezesa Rady Ministrów, w tym spotkaniach w tzw. cztery oczy m.in. z prezydentem George’em Bushem, Michaiłem Gorbaczowem, François Mitterrandem, premier Margaret Thatcher i kanclerzem Helmutem Kohlem. Współpracując z Janem K. Bieleckim przygotował jego wizytę w USA w czasie puczu Janajewa prowadząc samodzielnie rozmowy z Doradcą Prezydenta ds. Bezpieczeństwa oraz wizytę w Japonii, która usunęła ostatnią przeszkodę do redukcji polskiego zadłużenia w ramach Klubu Paryskiego.

## Praca w sektorze prywatnym
Po wyborach parlamentarnych w październiku 1991 roku odszedł ze służby publicznej do sektora prywatnego.
W latach 1991–1994 był zastępcą szefa Coca-Cola Poland Services, gdzie nadzorował największy w ramach koncernu program inwestycyjny polegający na budowie fabryk w Gdyni, Warszawie i Radzyminie, Środzie Śląskiej, Niepołomicach i Bydgoszczy. Była to wówczas największa bezpośrednia inwestycja zagraniczna w Polsce. Był odpowiedzialny za wprowadzenie na polski rynek marki Coca-Cola Light.
W 1994 roku, z chwilą gdy koncern Coca-Cola wycofał się z bezpośredniej inwestycji w Polsce, przeszedł do amerykańskiej firmy Gerber Baby Foods, zostając prezesem Alimy-Gerber w Rzeszowie, pierwszej prywatyzacji z udziałem zagranicznego kapitału w Polsce, jednocześnie pełniąc funkcję szefa Gerber Europe. Stał na czele zespołu, który stworzył markę FRUGO oraz zbudował system dystrybucji odżywek Gerbera w Rosji, Francji i w krajach Europy Centralnej.
Po akwizycji Gerber Baby Foods przez szwajcarską firmę Sandoz, a następnie po połączeniu Sandoza z firmą Ciba-Geigy i powstaniu koncernu Novartis w 1996 roku, został przeniesiony do centrali w Szwajcarii. Początkowo pełnił funkcję członka zarządu odpowiedzialny za tzw. resztę świata (rynki poza UE i USA), następnie odpowiadał za globalną sprzedaż marek żywności specjalizowanej takich jak Gerber, WASA, Isostar czy Ovolmatine. Ostatecznie objął funkcję prezesa Novartis Consumer Health International z bezpośrednią odpowiedzialnością komercyjną za światowy rynek żywności specjalizowanej i leki bezrecepturowe.
W roku 2000, po strategicznej decyzji o rezygnacji Novartisu z działu żywności specjalizowanej, wrócił do Polski. Został jednym z partnerów zarządzających Enterprise Investors, w tamtym czasie największego funduszu private equity w Europie Wschodniej. W tym charakterze odpowiadał m.in. za inwestycje funduszu w Opoczno, Polfa Kutno, Emperia, Agros Nova i Zielona Budka.
W 2007 roku został doproszony do grona partnerów zarządzających jednego z największych światowych funduszy private equity The Carlyle Group, gdzie został szefem jego oddziału w Europie Centralnej i Wschodniej. Globalny kryzys finansowy skłonił Carlyle do zmiany strategii i skupienia się na rynku amerykańskim. Zespół zbudowany przez Ryszarda Wojtkowskiego usamodzielnił się wtedy jako niezależny fundusz Resource Partners. Jest to jeden z najbardziej aktywnych funduszy inwestujących w małe i średnie firmy regionie Europy Wschodniej.

## Działalność społeczna
Ryszard Wojtkowski jest od 2020 roku przewodniczącym Rady Uczelni Uniwersytetu Ekonomicznego w Katowicach. Wcześniej był członkiem Konwentu Uczelni i fundacji Przyjaciół Uniwersytetu. W zorganizowanym z okazji 85-lecia tej Uczelni plebiscycie otrzymał wyróżnienie „Wybitny Absolwent w dziedzinie zawodowej”.
Jest członkiem Rady Fundacji Obywatelskiego Rozwoju prof. Leszka Balcerowicza i przewodniczącym Rady Fundacji Polska od Nowa Szymona Hołowni.
Jest członkiem Kolegium Instytutu Polska 2050, think tanku działającego na rzecz Szymona Hołowni i koordynatorem jego doradców gospodarczych.
W latach 2002–2004 był prezesem Polsko-Szwajcarskiej Izby Przemysłowo-Handlowej.

## Działalność medialna
Ryszard Wojtkowski współpracuje z audycją EKG w radiu TOK FM i z periodykami „Forbes” oraz „Puls Biznesu”. Publikował m.in. w dzienniku „Rzeczpospolita”.

## Życie prywatne
Żonaty z Zofią Wojtkowską, byłą dziennikarką Newsweek i Wprost, autorką m.in. książek Wiek ambasadora i Saga Rodu Raczyńskich.
Syn Bolesława Wojtkowskiego, w latach 1926–1934 polskiego dyplomaty we Francji i w Związku Radzieckim, oraz Jadwigi z domu Anders.